# Dicladispa stuhlmanni
Dicladispa stuhlmanni es una especie de insecto coleóptero de la familia Chrysomelidae.
Fue descrita científicamente en 1928 por Uhmann.